# Липница (Софийска област)
 За другото българско село вижте Липница (област Враца).  
Вижте пояснителната страница за други значения на Липница.
Липница е село в Западна България. То се намира в община Ботевград, Софийска област.

## География
Селото е разположено на 22 km северно от общинския център Ботевград и на 85 km от столицата София. Селото е разположено на възвишенията Малама, Гола глава, Високия връх, Креща, Голям и Малък здравец, Преславица, Калето, Костадиновден, Коцовски връх, Свети Павел, Клетишка могила, Язова могила, Свети Иван, Мечешума и др. Центърът на селото се намира в долина, обградена от дълголетни борови и дъбови гори.
Първото описание на селото е направено от учителя в Първа софийска мъжка гимназия Петър Ценов в книгата си „Орхание и Орханийско“ от 1926 г.
Климатът в Липница е умереноконтинентален, като най-студеният месец е януари, а най-горещ е юли. Максимумът на валежите е през май – юни и септември – октомври, а минимумът е през юли – август. Преобладават северозападните ветрове, които местните наричат „Врачанеца“, тъй като посоката им е откъм Враца.
В по-ниските части са разпространени келяв габър, цер, глог, шипка, къпина, трънка и др. В по-високите части – габър, клен и бук, а покрай реките – топола, леска и върба.
От животинските видове се срещат пъстър смок, кафяв и зелен гущер, синигер, кос, сойка, врана, кълвач, сврака, белка, златка, невестулка, язовец, катерица, чакал, лисица, благороден елен, сърна, дива свиня и др.

## Население
През 1860 г. в селото живеят около 500 души, през 1881 г. – 1743 души. През 1891 г. – 1645 души, от които 854 мъже и 800 жени, които живеят в 275 домакинства. В началото на XX век населението е около 1800 души. В 33 семейства са отглеждани по 6 и повече деца.
През март 1943 г. населението на Липница е 2009 души. През 1946 г. населението възлиза на 2335 души. Към декември 1954 г. – 2505 души. През 1957 г. – 1911 души.

## Махали
Селото е разпръснато на 21 махали: Вълкановци, Големо усое, Горановци, Дилковци, Сирашки ливади, Перчовци, Космаранете, Кривошиите, Крушака, Куковци, Лисовци, Ломето, Мановци, Нешовци, Пауновци, Пейовци, Преславица, Раждавец, Славковци, Стаменовци и Томовци.

### Голямо усое
Името ѝ идва от големия брой усойници и непроходимите места. Първият заселник е Иван Марков от село Рупци. Южното изложение и свободните площи са благоприятни за развитие на животновъдството.

### Горановци
Първите заселници на махалата са от село Сеславци. Те са предвождани от Горан. В близост до нея са разположени Нанковският манастир и пещера Звънти дупка.

### Ломето
Разположена е на около 2,5 km северно от централната част на селото. Първите заселници в махалата са двама братя от Новачене, които са преследвани от турците. По-късно идват преселници от селата Игнатица и Лик, Врачанско. От махалата са опълченците Никола Григоров и Тодор Генов.

### Мановци
Името на махалата най-вероятно се дължи на един от първите заселници дядо Манол от село Лъжене.

### Нешовци
Махалата е образувана след заселването на Дилко от село Новачене, който създава и семейство тук. След като родът се увеличава, се образува селището Загария. По-голямата част от населението му е избито по време на османското владичество. От този род е хайдутина Дилко войвода. По-късно идват преселници от селата Буковец и Осеновлаг.

### Пейовци
Името на махалата се дължи на един от първите заселници – дядо Пейо, който се преселва от село Пейовци, Габровско. В близост до нея протича Липнишка река.

### Перчовци
Първите заселници на махалата са от Осеновлаг. Името ѝ се дължи на прякора на един от първите заселници – Перчо. В близост се намира основният източник за водоснабдяване на селото – Черния извор. Дебитът му намалява няколко пъти, което се дължи на изсичането на стотици декари дъбови и букови гори и залесяването с бор.

### Преславица
Първите заселници на махалата са от селата Сеславци и Новачене. Тя се намира в близост до крепостта Паница кале, от двете страни на пътя Ботевград – Липница.

### Раждавец
Името на махалата идва от плодородната земя, от която се ражда всички. Близо до нея протича река Бебреш. На нея е построена воденицата на дядо Тодор и Дончо Ватаха – Ватахската воденица. Водоснабдяването ѝ е от Раждавското езеро. Махалата е разположена от двете страни на пътя Ботевград – Липница. Западно от нея се намират пещерите Козарника и Водната пещ.
През 1946 г. в махала Раждавец живеят 26 домакинства със 126 души население.

### Сирашки ливади
Първите заселници са Пена и Мино Вълчеви от Осеновлаг. По-късно се преселват Тодор Иванов Пенин, Вуцо Иванов и Марко Йотов, а от Рашково идва Нанко Минов. В махалата се настанява и един турчин, който е сирак. На него се дължи и името на махалата.

## История
На юг от селото на 3 km се намира крепостта „Паница кале“, а над него и „Градището“. Част от калето стои и до днес заобиколено с дувар – остатъци от отбранителните стени през Втората българска държава.
На изток от Паница кале, в района на махала Горановци има останки от църква, която е построена от варовик. Изследвана е за първи път през 1915 г. от проф. Петър Мутафчиев.
В някои от първите османски регистри селото се споменава с името Либнидж. Според опис от 1478 г. е част от тимара Ине хан, син Иса и заедно със село Своде носи приход 5800 турски акчета. Според тимарския регистър селото има 32 пълноценни домакинства и едно вдовишко с общ приход 3460 акчета. В този период средната големина на домакинствата е 5 – 6 души и 2 – 3 за вдовишките семейства. Приблизителният брой на населението по това време е между 162 и 189 души.
По време на Руско-турската война от 1877 – 1878 г. на територията на селото не се водят военни действия. За прочистване на района руското командване изпраща в обход взвод под командването на корнет Александър Александрович.
По време на Балканската война загиват осем души, в Междусъюзническата – един, а в Първата световна война – седем души. В плен попадат Велчо Минков Велчев – на остров Крит и Вуто Тодоров Вутов – в Албания.
По време на Втората световна война загиват петима. В плен попадат Марко Кръстев Мачов, Мишко Марков Йотов, Иван Тотов Манковски, Георги Цеков Грънчарски, Драган Александров Иванов, Методи Вутов Колов и Коло Иванов Нанков.
От 1959 до 1979 г. селото е в състава на община Новачене.

### Стопанство
След Освобождението в Липница продължава развитието на търговията с животни – говеда, биволи, овце, кози, коне и магарета. Изнасят се плодове за Орхание и Мездра. През 1897 г. се обработват 17 389 декара земя, която е разделена на 275 притежания. 238 домакинства имат от 5 до 100 декара, а 37 – между 100 и 400 декара.
Малка част от населението емигрира в Русия, Унгария и Западна Европа, където се занимава с градинарство.
Първата селска кооперация е образувана през ноември 1907 г. Целта е членовете ѝ да получат заеми с ниска лихва. Средствата се набират от дялов капитал, влогове и кредити от Българска земеделска банка в Орхание. В 1924 г. за първи път в селото се използва вършачка. През 1934 г. се открива кооперативен магазин. През 1937 г. е открита мандра. През 1945 г. е създадена овцеферма за отглеждане на каракулски овце.
През 1946 г. Обработваемата земя в селото е 14 914 декара – зеленчуковите градини са 95 декара, овощните градини – 285 декара, а лозята – 474 декара.
В началото на 1950-те години нивите в селото са 9116 декара, ливадите – 2093 декара, овощните градини – 486 декара. Отглеждат се 4282 крави, свине, овце и кози. През 1954 г. от слото трябва да бъдат предадени на държавата по план 240 тона краве, биволско, овче и козе мляко, 130 тона говеждо, агнешко и свинско месо и 76 хил. яйца.
В 1957 г. е открита потребителска кооперация „Съгласие“, а през август 1957 г. е образувано ТКЗС. От 1958 г. то е в състава на Обединено ТКЗС Новачене.
На 1 май 1959 г. селото е електрифицирано.
През 1973 г. селото е към ТКЗС „Ботевградска комуна“, а след това към АПК „Великият Октомври“ – Ботевград. Обработваемата земя е 7868 декара, а броят на овцете възлиза на 2698.

### Медицина
Поради прекаленото хранене с царевично брашно и липсата на пшенично се разпространява болестта пелагра, наричана от местните офик. През 1899 г. в селото боледуват от нея 6 души. Между 1897 и 1903 г. има пет случая на заболели от туберкулоза. Медицинските прегледи се извършват в частни къщи. През 1911 г. е открит санитарен участък, а през 1929 г. – акушерски. През 1914 г. в околията избухва епидемия от скарлатина.
В средата на 1950-те години е открито родилно отделение към здравната служба.

### Бит
След Освобождението започва строеж на по-големи жилища с правоъгълна форма, които са покривани с каменни плочи. Стените са изплитани с дървен плет и са измазвани с кал. Вътрешността им е разделена на две части – в кащи и соба. В кащи заема северната страна – огнището, кухненските принадлежности, връшникът и др. В тази стая се храни семейството. В собата се намира одърът, на който спят децата. Той е дървен, дюшекът е пълен със слама, а завивките са козяци и домашно тъкани черги. В тази стая се съхраняват дрехи и багаж. В някои от къщите има и одая, която е преградена от собата. В одаята се съхраняват дрехи, завивки, ценни предмети. Първоначално къщите се строят директно върху земята, а по-късно – върху две мази. В едната се отглеждат животните, а в другата се съхраняват зърното и зимнината. Някои къщи имат и тераси – язлъци.
След Първата световна война започва употребата на тухли, цимент, вар и цигли. Помещението за едрите животни се изнася в отделна сграда в двора.

## Редовни събития
Всяка година през месец ноември се празнува съборът на селото. Събират се много хора от Липница и от околността, готви се супа от месо, която се раздава на присъстващите и с народни танци и музика се отбелязва празникът на Освобождението.

## Културни и природни забележителности
- В село Липница има над тридесет пещери[3]
- На изток от селото се намира в местността Нанковски манастир църква, направена от варовит камък, построена на непристъпно място за тогава.
- През 1864 г. се построява църквата „Свети Димитър“. Изобразени са ценни стенописи.

### Читалище
През 1962 г. е завършена новата читалищна сграда. Сформират се певчески групи, играят се пиеси, нараства броят на книгите в библиотеката. Закупени са музикални инструменти за духовата музика. По-късно те са предадени на Новаченския духов оркестър, който трябва да обслужва и Липница.

## Кметове
Кметове на Липница от Освобождението са: Тошо Петков Даковски, Петко Велчев Даковски, Петко Диков Диковски, Тодор Томов, Тошо Тодоров Томовски, Тодор Колов Диловски, Тодор Диков, Тодор Вълков Йотов, Иван Лалов Танов, Георги Колов Диковски, Тодор Николов, Драган Тодоров Николов, Петко Янчев, Йото Кръстев Бързашки, Горан Йорданов Горанов, Цонко Петров, Тошо Петров Иванчовски, Димитър Вутов Коцев, Георги Томов, Никола Лазаров Петков, Георги Петков Велчев, Константин Тулешков, Иван Лаков, Тодор Кръстев Гайдарски, Иван Миков Хиков, Йото Марков Цоцковски, Марин Тодоров Гарвански, Петко Кръстев Ватахски, Вуто Тацов Гетов, Вуто Горанов Вутов, Горан Миков Горанов, Тодор Цонков Петрин, Горан Миков Вутов, Никола Вутов Горанов, Иван Василе Диков, Митко Василев Банишки, Никола Тодоров Лилов, Вуто Йорданов Горанов.

## Личности
- Невена Цачева (1884 – ?) – учителка
- Никола Вълков (1882 – 1944) – агроном и предприемач
- Никола Лилов – учител, краевед и кметски наместник на Липница. Завършва философия и история в Софийския университет. Работи като учител. След това седем години е директор на селскостопанското предприятие в Липница. В периода 1995 – 2003 г. е кметски наместник в селото. Баща е на три деца.

### Участници в Руско-турската война (1877 – 1878)
- Тодор Генов (? – 1877) – на 14 май 1877 г. е зачислен в Първа дружина, трета рота. На 19 юли 1877 г. е убит в боя при Стара Загора.
- Никола Григоров – Пристига от Букурещ, за да се включи в Опълчението. На 14 май 1877 г. е зачислен в Първа дружина, трета рота. Участва в боевете при Шипка, където е ранен. На 15 ноември е зачислен в Трета дружина, трета рота. Напуска дружината на 19 ноември 1877 г.
- Илия Вълков (1858 – след 1906) – български опълченец. На 14 май 1877 г. е зачислен във Втора дружина, четвърта рота. Напуска ротата на 4 октомври. След Освобождението живее в село Сухатче, Белослатинско.
- Христо Лалов (1858 – 1929) – български опълченец. Остава сирак и е аргатин. Емигрира в Румъния. На 19 юни 1877 г. постъпва в Трета дружина, четвърта рота. Поради непригодност за военна служба е уволнен на 24 август. След Освобождението се заселва в село Горник, Белослатинско.

### Загинали в Балканските войни
- Вуто Гергинов Колов – убит при село Фенер
- Иван Лилов Танов – убит при Чаталджа
- Тодор Мицов Грънчарски – убит при Чаталджа
- Стоян Петров – убит при Чаталджа
- Стоян Георгиев – изчезнал безследно
- Иван Димитров Гарвански – изчезнал безследно
- Георги Иванов – изчезнал безследно

Марко Недов Ценов – убит при Велес

### Загинали в Първата световна война
- Марин Генчев Генчев – убит при Добрич
- Петър Вутов Данов – убит при Прилеп
- Марко Иванов Ватахски – умрял от раните си в Гърция
- Томо Нецов Данов – убит в Албания
- Лало Минов Велчев – убит в Албания
- Нецо Костов Нечков – убит в Албания
- Иван Гетов Куковски – убит в Албания

### Загинали във Втората световна война
- Йото Велчев Горчев (1921 – 1944) – убит при Несалци (Югославия)
- Георги Антонов Цанков (1923 – 1944) – убит около Крива паланка
- Димитър Тасов Мочов (1919 – 1944) – кандидат подофицер служил в 1-ви конен полк. Ранен в Югославия,починал на 26.11.1944 г. в 3-та местна военно хирургическа болница в гр.София.Погребан в с.Липница.
- Иван Йотов Иванов (1920 – 1945) – убит около село Тешнефаок (Унгария)
- Кръстьо Иванов Колев (1915 – 1945) – убит в Унгария